# Kap Douglas (Südgeorgien)
Kap Douglas (in Argentinien Punta Águila) ist ein Kap an der Nordküste Südgeorgiens. Auf der Nordseite der Barff-Halbinsel markiert es westlich des Lucas Point die nordöstliche Begrenzung der Einfahrt zur Cubbyhole Cove.
Wissenschaftler der britischen Discovery Investigations kartierten es zwischen 1926 und 1930. Namensgeber ist vermutlich Henry Percy Douglas (1876–1939), Hydrograph der Royal Navy von 1924 bis 1932, Mitglied des Discovery Committee von 1928 bis 1939 sowie Vorsitzender des Beratergremiums für die British Graham Land Expedition (1934–1937).